# Hameln-Pyrmont
Hameln-Pyrmont là một huyện (Landkreis) ở Niedersachsen, Đức. Các đơn vị giáp ranh (từ phía bắc theo chiều kim đồng hồ) là: các huyện Schaumburg, Hanover, Hildesheim và Holzminden, và bang Nordrhein-Westfalen (huyện Lippe).

## Lịch sử
Huyện Hamelin đã được lập năm 1885 trong tỉnh Hanover của Phổ. Tại thời điểm đó, thành phố Pyrmont thuộc Công quốc Waldeck-Pyrmont. Năm 1922, Pyrmont quyết định thông qua một cuộc bỏ phiếu để rời bỏ Waldeck-Pyrmont và nhập vào Phổ. Chính quyền Phổ đưa thành phố này vào huyện Hamelin, và được đổi tên thành Hamelin-Pyrmont.
Năm 1923, Hamelin trở thành thành phố không thuộc huyện cho đến năm 1973, khi thành phố này được sáp nhập vào lại. Huyện được mở rộng diện tích vào các năm 1974 và 1977, khi các thành phố Bad Münder và Hessisch Oldendorf được chuyển vào huyện.

## Địa lý
Huyện tọa lạc ở phần phía bắc dãy núi Weserbergland. Sông Weser chảy vào huyện ở phía bắc, chảy qua Hamelin và chảy theo hướng tây bắc đến Rinteln.

## Huy hiệu
Con sư tử đại diện cho Everstein còn chữ thập đỏ là biểu tượng của Pyrmont.

## Các thị xã và đô thị
| Thành phố                                                              | Đô thị                                                   |
| ---------------------------------------------------------------------- | -------------------------------------------------------- |
| 1. Bad Münder 2. Bad Pyrmont 3. Hamelin (Hameln) 4. Hessisch Oldendorf | 1. Aerzen 2. Coppenbrügge 3. Emmerthal 4. Salzhemmendorf |